# Zachęta
Zachęta è un museo di arte contemporanea situato nel centro di Varsavia, in Polonia. Lo scopo principale della Galleria è presentare e sostenere l'arte e gli artisti contemporanei polacchi. Con numerose mostre temporanee di noti artisti stranieri, la galleria si è affermata anche a livello internazionale.
La parola "zachęta" significa incoraggiamento . La Galleria Zachęta prende il nome dalla Towarzystwo Zachęty do Sztuk Pięknych ("Società per l'incoraggiamento delle belle arti"), fondata a Varsavia nel 1860.

## Storia

### La Società per l'incoraggiamento delle belle arti
Prima del 1860 non esistevano a Varsavia né musei pubblici, né biblioteche, né altre istituzioni accessibili al pubblico che consentissero lo scambio tra artisti. La repressione che seguì la rivolta di novembre rese l'istruzione artistica superiore praticamente impossibile. L'ultima grande esposizione ebbe luogo nel 1845. Dopo le proteste degli artisti degli anni '50 dell'Ottocento, nel 1858 venne approvata la Wystawa Krajowa Sztuk Pięknych ("Esposizione nazionale di belle arti"), che diede avvio a trattative con i governanti russi, che alla fine consentirono la fondazione della Società per l'incoraggiamento delle belle arti nel 1860. Gli statuti della Società furono stabiliti da artisti ed esperti d'arte. La prima riunione ufficiale e l'elezione del consiglio di amministrazione ebbero luogo il 13 dicembre 1860. Il consiglio era composto da dodici membri, sei artisti e sei esperti d'arte, e veniva eletto ogni anno. I membri restavano in carica per almeno un mese e non più di un anno.
Lo scopo principale della Società era la diffusione delle belle arti, nonché il sostegno e l'incoraggiamento degli artisti. Inoltre il suo scopo era quello di creare una consapevolezza generale dell'arte nella società polacca. Nel 1860 la Società contava 234 membri registrati ufficiali. Solo un anno dopo il numero era salito a 1464.
Inizialmente tutte le opere d'arte rimasero esposte fino alla loro vendita. Ben presto ciò si tradusse in pareti affollate e in una mostra permanente monotona. Dopo i cambiamenti radicali apportati tra il 1900 e il 1939, l'esposizione permanente venne allestita solo in aggiunta a mostre temporanee.
La Società organizzava saloni annuali, finanziava borse di studio e offriva altri aiuti ai giovani artisti, sia membri che candidati.

### L'edificio

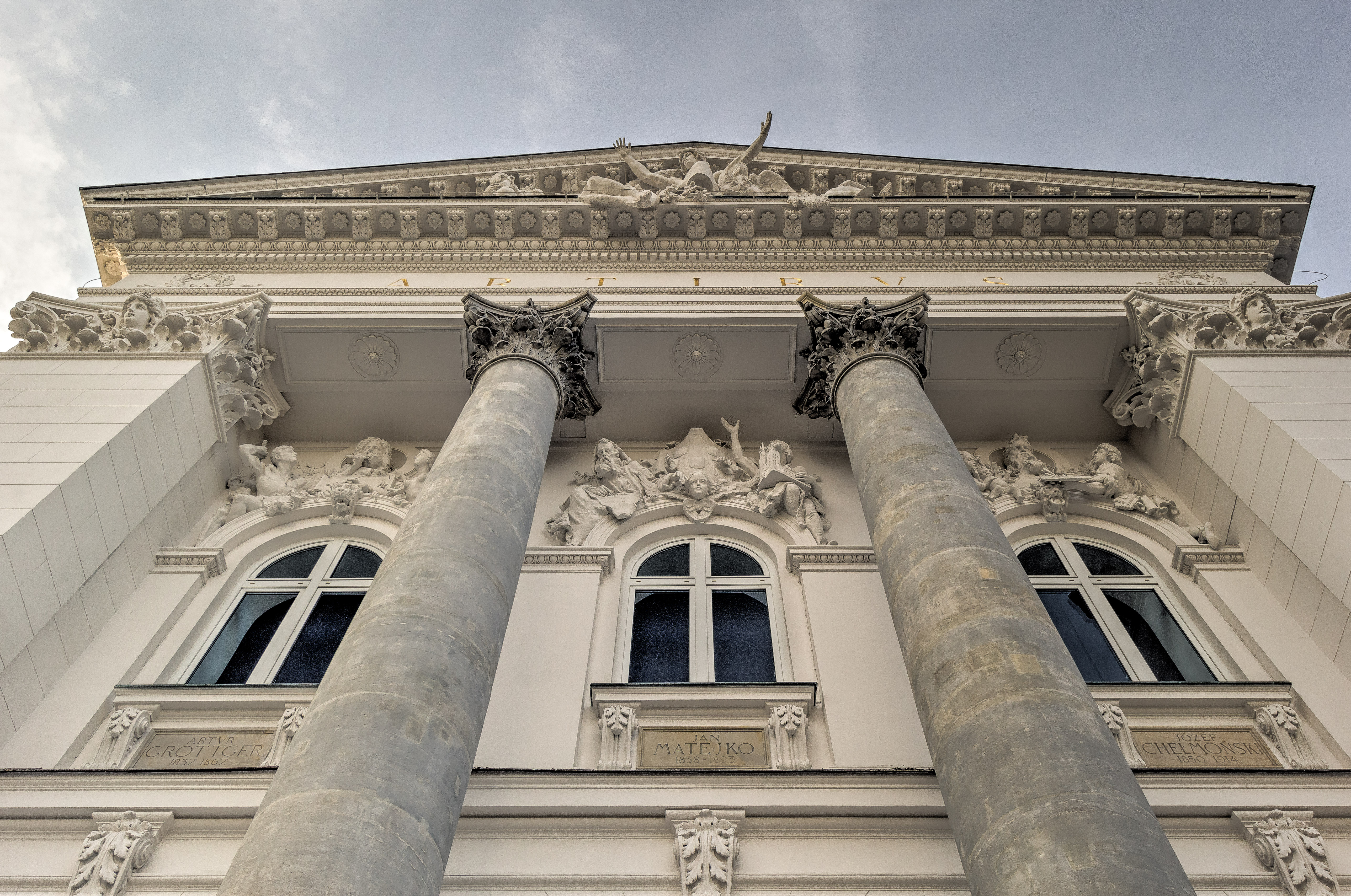
Dettagli architettonici dell'edificio

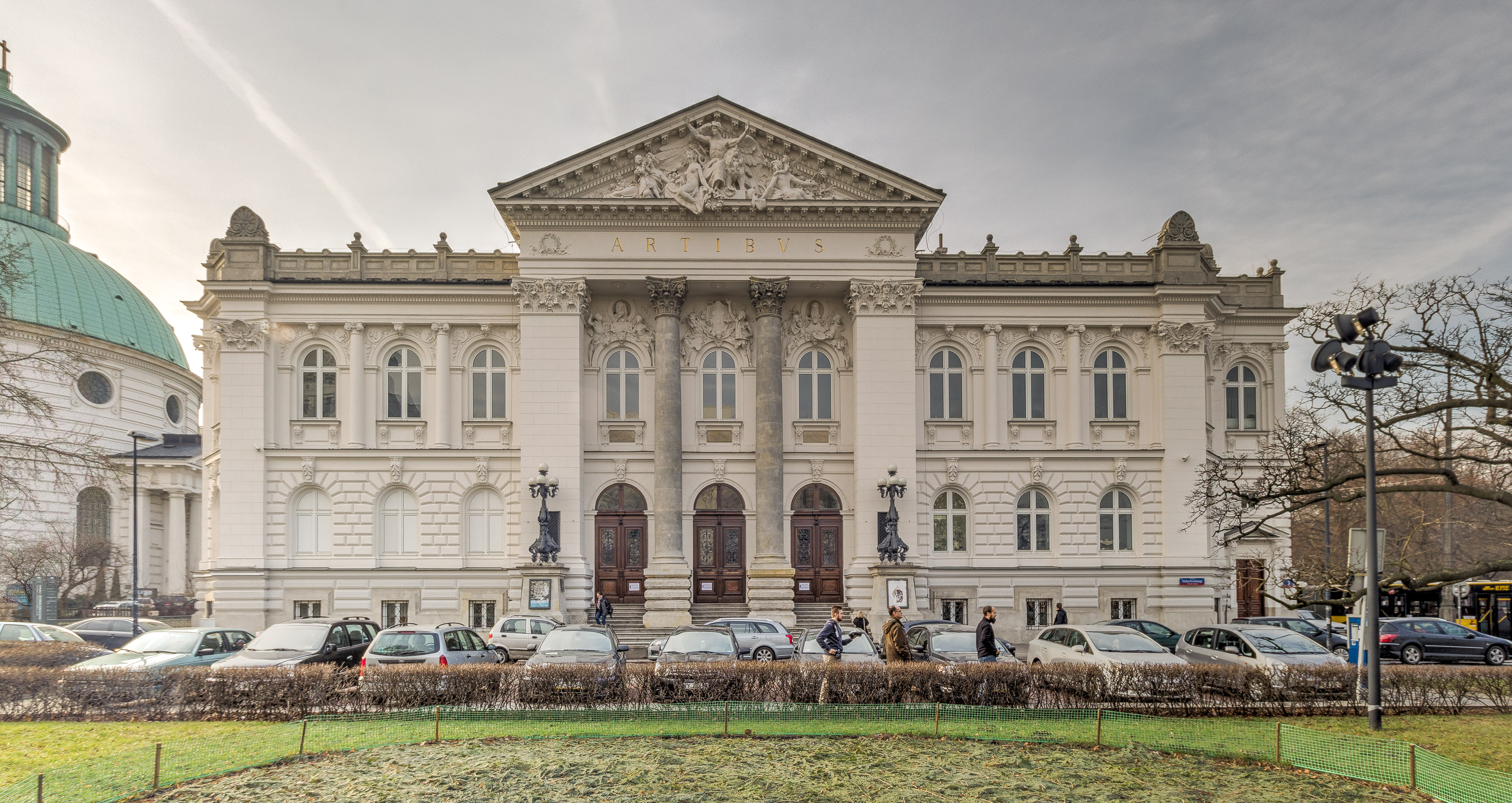
Galleria Zachęta, vista frontale

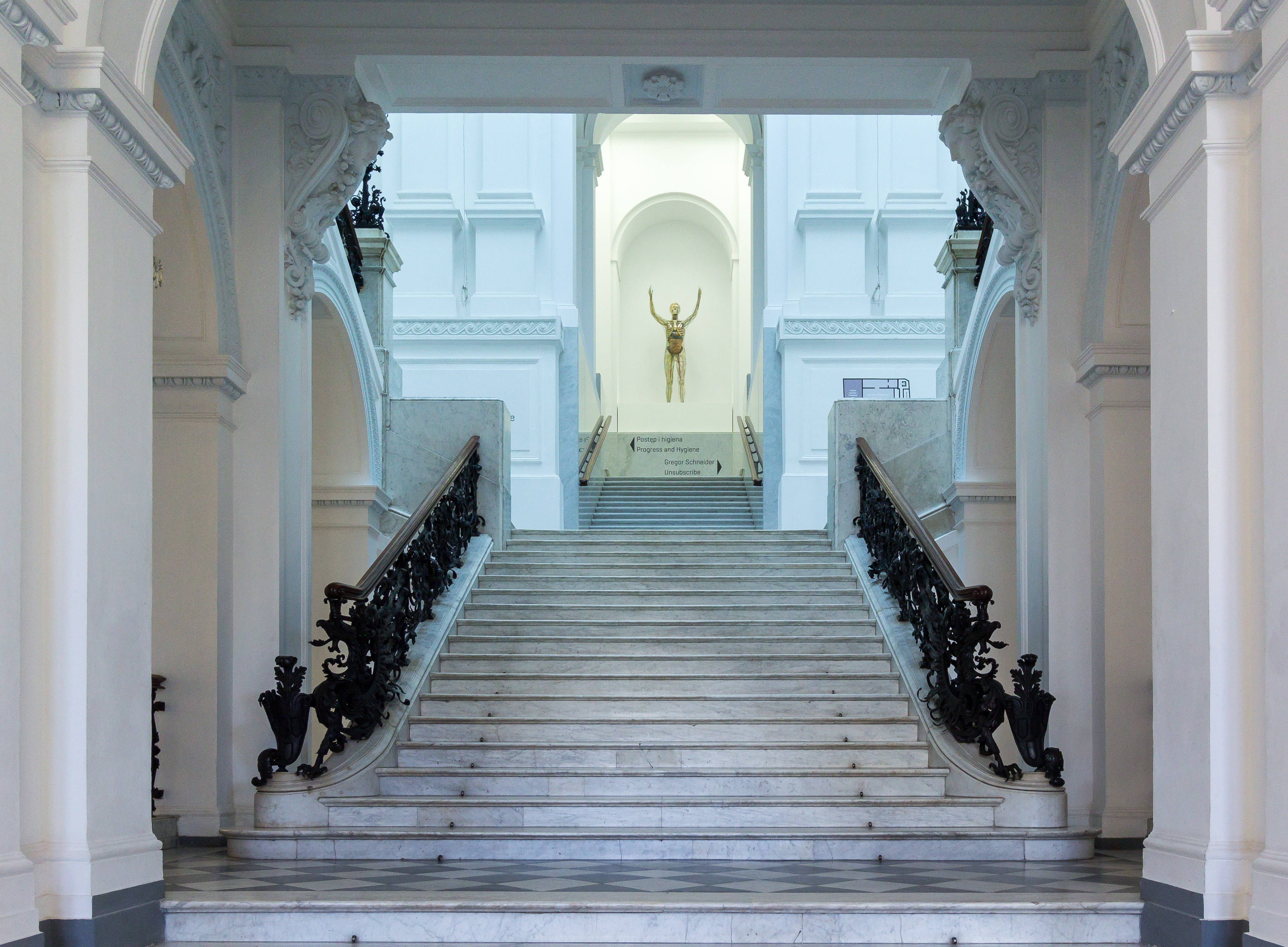
Zachęta - sala principale e scalinata

Nel 1862 furono indetti i primi bandi di gara per la progettazione di un nuovo edificio. Tuttavia, a causa della mancanza di risorse finanziarie, i piani non furono realizzati. Dopo che il comune dette il terreno alla Società, nel 1894 fu indetto un altro concorso, vinto dall'architetto di Varsavia Stefan Szyller. Presentò un progetto architettonico in stile neorinascimentale con elementi classici. Il portale è decorato con figure allegoriche e opere scultoree di Zygmunt Otto. Sull'architrave dell'edificio è incisa la parola latina Artibus ("Alle arti").
I lavori di costruzione iniziarono nel 1898. Nel dicembre 1900 venne ufficialmente inaugurato l'edificio anteriore, seguito dall'apertura dell'ala sud nel 1903.  I piani di Szyller originariamente includevano la costruzione di altre due ali che non poterono essere realizzate in quel momento.
Nel 1958 il Ministero dell'Arte e della Cultura decise di ricostruire l'edificio. Gli edifici vicini erano stati distrutti durante la guerra e questo permise l'ampliamento del complesso architettonico. La ricostruzione fu affidata agli architetti di Varsavia Oskar Hansen, Lech Tomaszewski e Stanisław Zamecznikow, ma la ricostruzione pianificata fu rinviata.
Nel 1982 i progetti di ricostruzione furono ripresi ed eseguiti dall'Ufficio per la conservazione dei monumenti. Dal 1991 al 1993 la ricostruzione fu supervisionata ed eseguita dalla società Dom i Miasto. L'azienda si è occupata anche dell'ampliamento delle scale interne all'edificio, consentendo l'accesso diretto alle sale espositive della nuova parte dell'edificio. La prospettiva monumentale che ne risulta è enfatizzata dal Gladiatore, un'opera dello scultore polacco Pius Weloński, rimasta dalla precedente collezione della Società.
L'ampliamento dell'edificio ha creato uno spazio espositivo più grande, un deposito per le opere d'arte, una piattaforma di carico/scarico e un'ala per uffici con ingresso separato. La sala espositiva più grande è stata intitolata al pittore polacco Jan Matejko. Un'altra sala è intitolata a Gabriel Narutowicz, il primo presidente della Seconda Repubblica Polacca, assassinato alla galleria Zachęta il 16 dicembre 1922 da Eligiusz Niewiadomski, pittore e critico polacco. Per commemorare il presidente e Wojciech Gerson, uno dei fondatori della Società per l'incoraggiamento delle belle arti, durante le celebrazioni per l'anniversario della galleria nel 2000 furono scoperte due targhe.
Sin dalla sua inaugurazione ufficiale nel 1900, l'edificio Zachęta ha ospitato diverse istituzioni:
- 1900–1939: Società per l'incoraggiamento delle belle arti
- 1939–1945: Casa della cultura tedesca
- 1945–1989: Ufficio centrale per le mostre d'arte
- 1989–2003: Galleria Statale d'Arte Zachęta
- dal 2003: Galleria nazionale d'arte Zachęta

L'edificio Zachęta è stato registrato come monumento storico nel 1965.

### Dal 1939 al 1945

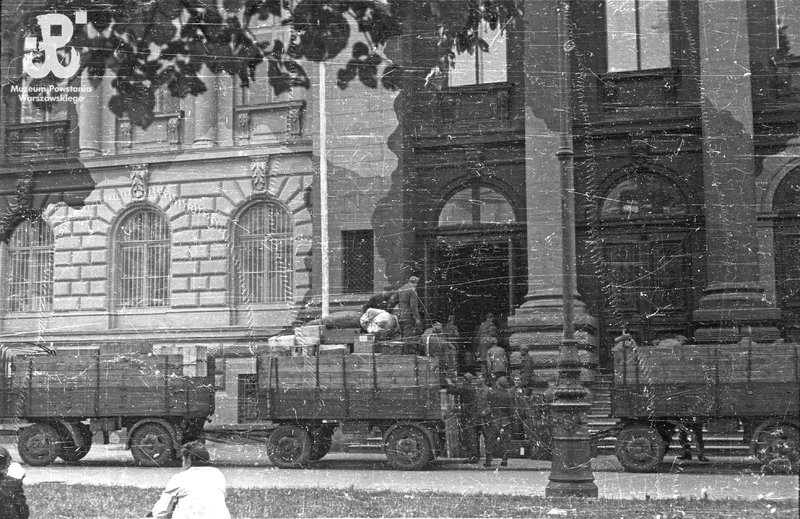
Zachęta saccheggiata dai tedeschi nel luglio 1944

Durante l'invasione della Polonia all'inizio della seconda guerra mondiale, quasi tutti gli edifici circostanti il museo furono distrutti, mentre l'edificio Zachęta rimase relativamente intatto. Dopo la capitolazione polacca, le unità tedesche occuparono l'edificio e lo trasformarono nella Haus der Deutschen Kultur (Casa della cultura tedesca), utilizzata principalmente per scopi propagandistici. La Società per l'incoraggiamento delle belle arti venne sciolta. Le opere d'arte, così come altri documenti appartenenti alla Società, furono in gran parte portati al Museo nazionale, o confiscati e inviati in Germania. Il trasporto avvenne su camion scoperti, privi di qualsiasi documentazione idonea. Durante la rivolta di Varsavia, l'edificio Zachęta fu gravemente danneggiato dall'artiglieria e dalle bombe e per questo motivo alla fine della guerra fu necessario un restauro completo. Sono state trovate tracce di una sostanza infiammabile, il che suggerisce che le unità tedesche progettarono di dare fuoco all'edificio prima di ritirarsi. 

### Dal 1945 al 1989
Dopo la guerra, la Società per l'incoraggiamento delle belle arti non venne più riattivata. Fu sostituito dal Centralne Biuro Wystaw Artystycznych (Ufficio centrale per le mostre d'arte) fondato nel 1949 dal Ministero per l'arte e la cultura su richiesta dell'Associazione per le belle arti della Polonia. Nel 1951 l'ufficio iniziò a ospitare mostre. Il primo direttore (1949-1954) fu Armand Vetulani.
L'ufficio centrale era responsabile dell'organizzazione delle mostre d'arte e di tutte le altre attività artistiche in tutto il Paese. Furono aperte filiali a Cracovia, Katowice, Poznań, Łódź, Zakopane, Danzica, Stettino, Breslavia, Olsztyn e Opole. Col tempo, l'Ufficio centrale per le esposizioni d'arte divenne l'istituzione più importante nel campo della politica culturale.
Gli anni '80 furono caratterizzati da radicali cambiamenti politici legati alla dichiarazione della legge marziale, che portarono al boicottaggio di tutte le gallerie ufficiali. L'ufficio centrale non si riprese mai del tutto da questi depotenziamenti.

### Dopo il 1989
La caduta del Muro di Berlino e della cortina di ferro cambiarono radicalmente le circostanze politiche e influirono anche sulla struttura dell'ufficio centrale. Barbara Majewska, la direttrice dell'ufficio, abbandonò le vecchie e centralistiche strutture e il 30 maggio 1994 l'Ufficio centrale per le mostre d'arte fu chiuso e trasformato nella Galleria statale Zachęta.
Nel 2003, il ministro polacco della cultura, Waldemar Dąbrowski, ha ribattezzato la galleria Narodowa Galeria Sztuki (Galleria Nazionale d'Arte).

## Mostre

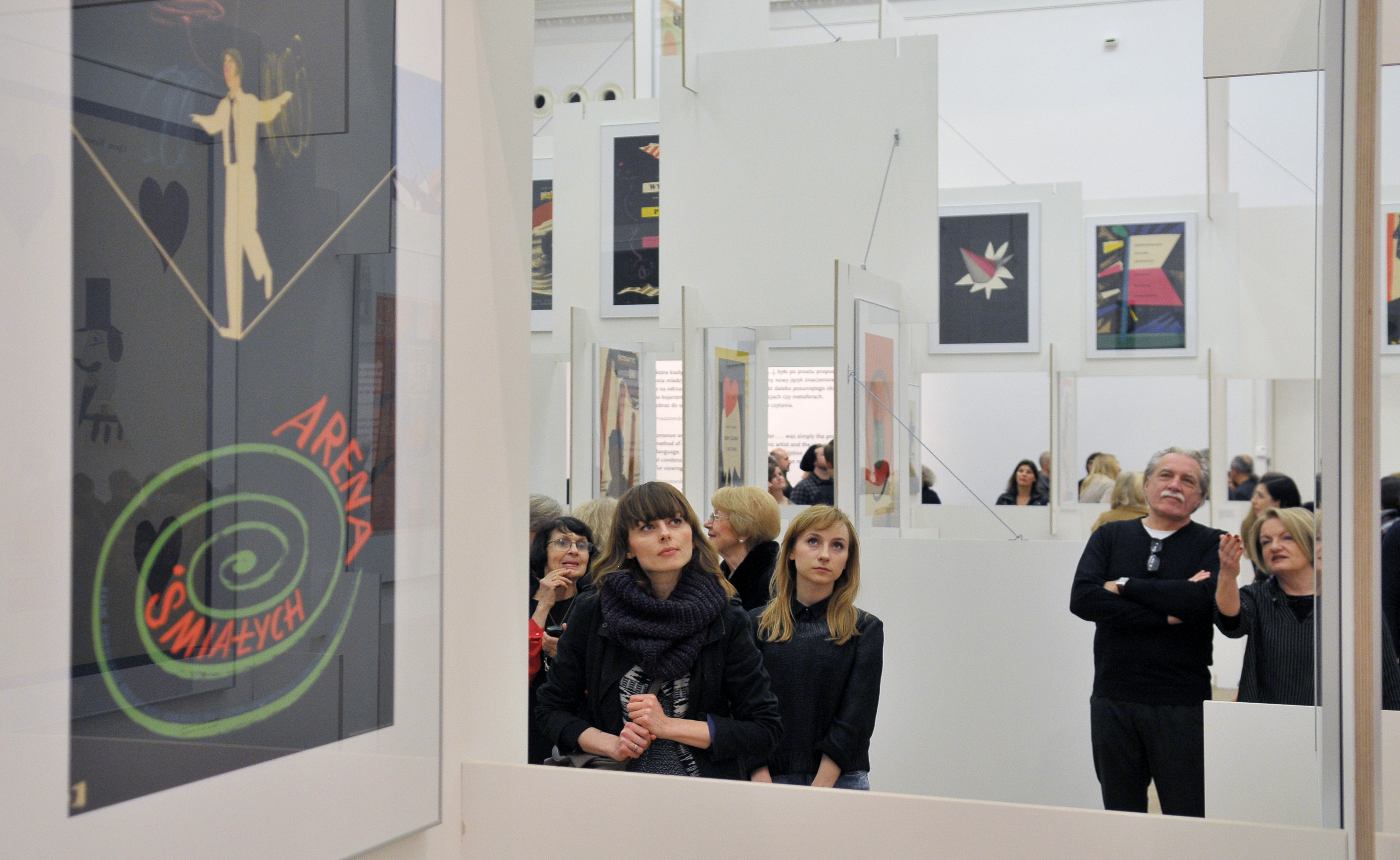
Mostra monografica di Henryk Tomaszewski, Galleria Zachęta, 2014

Nel 2000 la galleria ha celebrato il suo 100° anniversario con la mostra Polonia - Polonia . La mostra comprendeva oltre 100 oggetti di epoche diverse, rappresentativi di diversi tipi di media. Tutte le opere d'arte raffiguravano soggetti nazionali.
Nello stesso anno la galleria inaugura la mostra Słońce i inne Gwiazdy ("Il sole e le altre stelle"), basata su una ricerca condotta nel 1999. Il sondaggio era rivolto principalmente a storici dell'arte, critici e curatori polacchi e chiedeva quali fossero gli artisti più importanti del XX secolo. Il risultato furono due liste: una che presentava i più importanti artisti polacchi e l'altra che presentava i più importanti artisti stranieri. Słońce i inne Gwiazdy ha esposto dieci degli artisti polacchi eletti: Magdalena Abakanowicz, Tadeusz Kantor, Katarzyna Kobro, Roman Opałka, Henryk Stażewski, Władysław Strzemiński, Alina Szapocznikow, Witkacy, Witold Wojtkiewicz e Andrzej Wróblewski.
Sempre nel 2000, in un'altra mostra vennero presentati i dieci artisti stranieri più importanti: Pablo Picasso, Francis Bacon, Joseph Beuys, Marcel Duchamp, Wassily Kandinsky, Andy Warhol, Kazimir Malevich, Salvador Dalí, Piet Mondrian e Constantin Brâncuși.
Nel 2000, lo storico dell'arte svizzero Harald Szeemann, ha curato una mostra con l'opera di Maurizio Cattelan La Nona Ora. L'opera d'arte raffigura Papa Giovanni Paolo II colpito e sepolto da un meteorite. Poiché l'influenza della Chiesa cattolica in Polonia è ancora molto forte, la presentazione dell'opera di Cattelan ha suscitato uno scandalo pubblico. 

## Collezione permanente

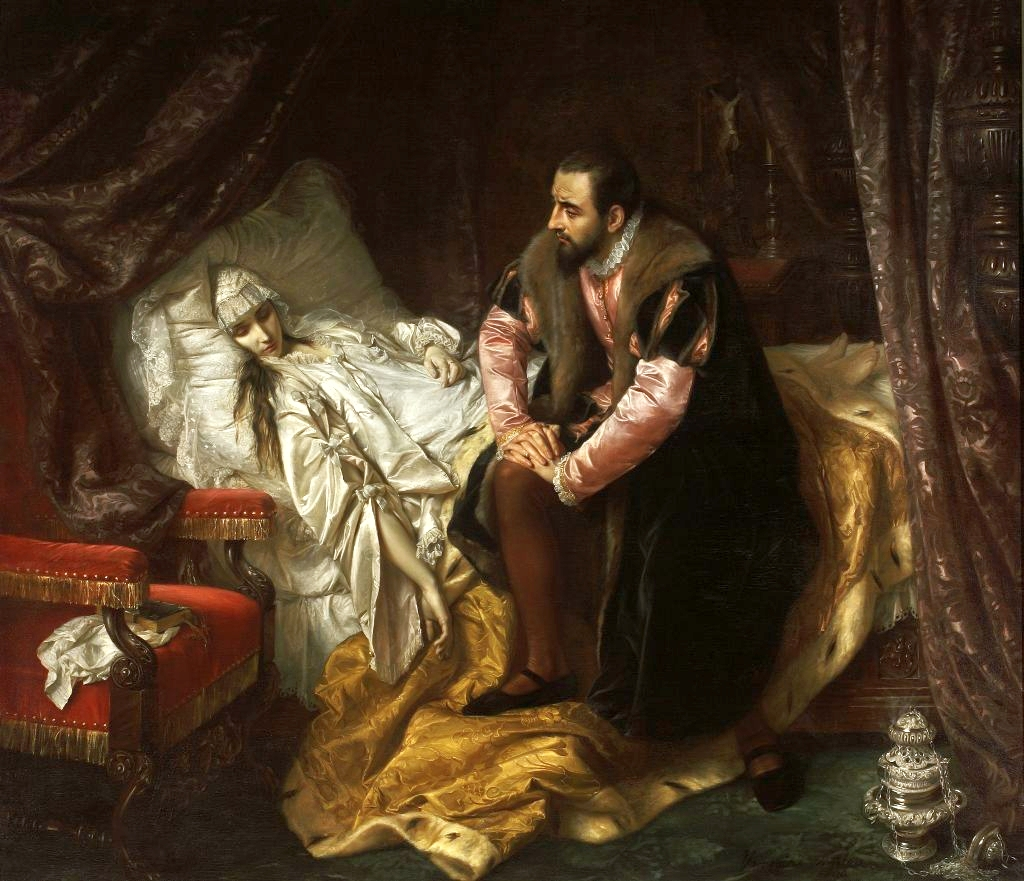
Morte di Barbara Radziwiłł. un dipinto di Józef Simmler.

La collezione ha avuto inizio con un quadro di Józef Simmler, La morte di Barbara Radziwiłł . Gli oggetti provengono principalmente da donazioni e testamenti. Alla fine del XIX secolo la collezione comprendeva già più di mille pezzi.
La collezione permanente della Galleria nazionale d'arte Zachęta comprende oggi 3600 oggetti, di cui circa 700 dipinti, quasi 80 opere video e circa 100 sculture e installazioni. La galleria possiede inoltre una vasta collezione di oltre 2600 opere su carta, tra cui opere grafiche, disegni e fotografie. Nella collezione sono rappresentati artisti polacchi del XX secolo, come Tadeusz Kantor, Henryk Stażewski e Alina Szapocznikow, così come artisti polacchi contemporanei come Mirosław Bałka, Katarzyna Kozyra, Zbigniew Libera, Wilhelm Sasnal e Krzysztof Wodiczko.
Le opere della collezione non solo riflettono il passato, spesso complicato, dell'istituzione, ma mostrano anche l'obiettivo della galleria. Oggi si concentra sulle opere di artisti polacchi contemporanei, sia quelle esposte nella galleria sia quelle realizzate in collaborazione con la stessa. Alcuni di questi progetti sono esposti in altre sedi, come il Padiglione Polacco alla Biennale di Venezia. Non esiste una mostra permanente della collezione. Le opere vengono inserite in mostre temporanee oppure prestate per esposizioni in altre istituzioni polacche o all'estero.
Le decisioni relative alle modifiche da apportare alla collezione vengono prese dalla Commissione per gli acquisti, le donazioni e i depositi, istituita nel 1990. Dal 2008, il Dipartimento delle collezioni e degli inventari è responsabile della cura della collezione Zachęta.

### Galleria d'immagini

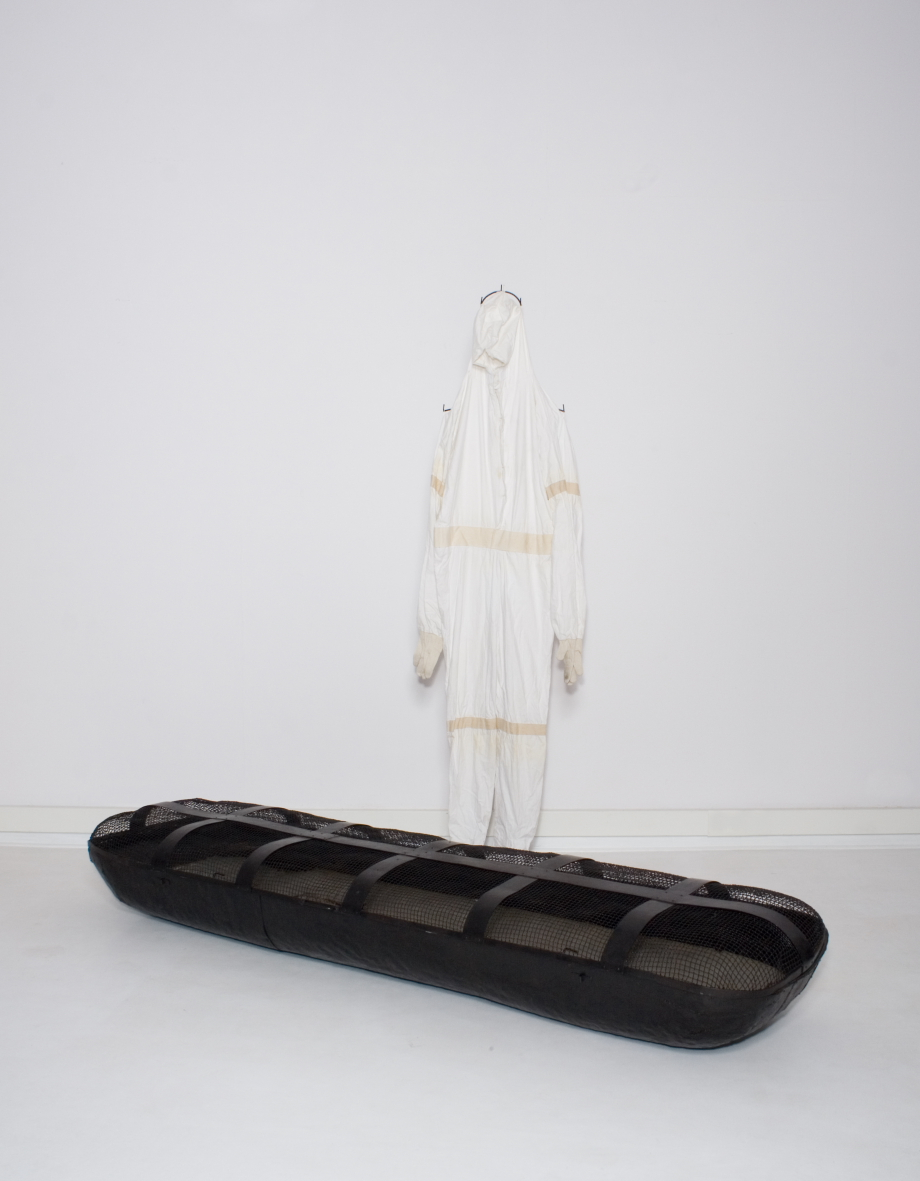
Paweł Althamer Una barca e una tuta spaziale
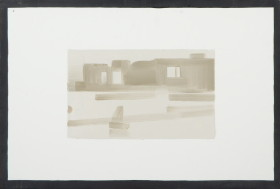
Rafał Bujnowski Matka Whistlera
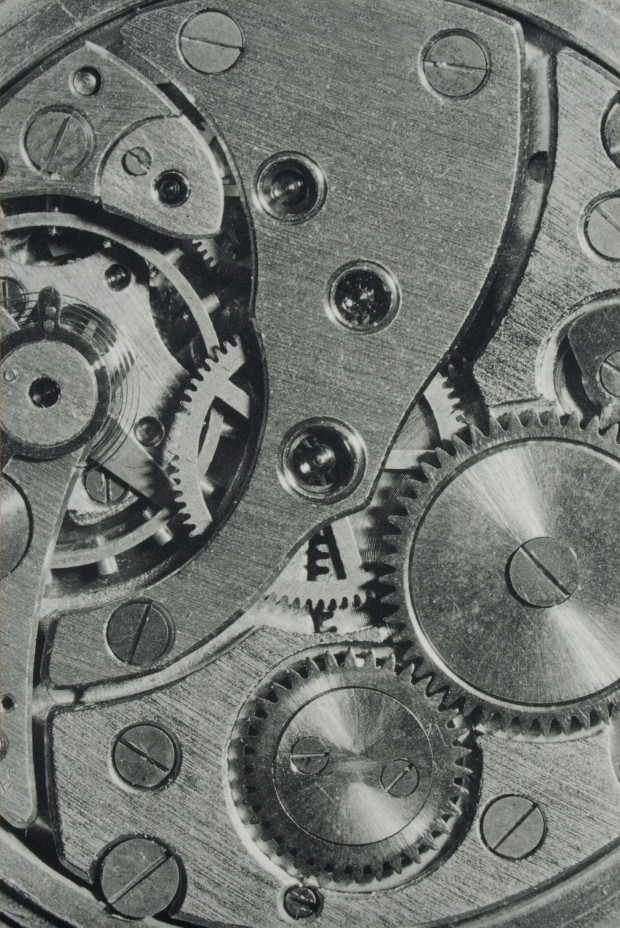
Consiglio didattico Zbigniew Dłubak I /1-4/
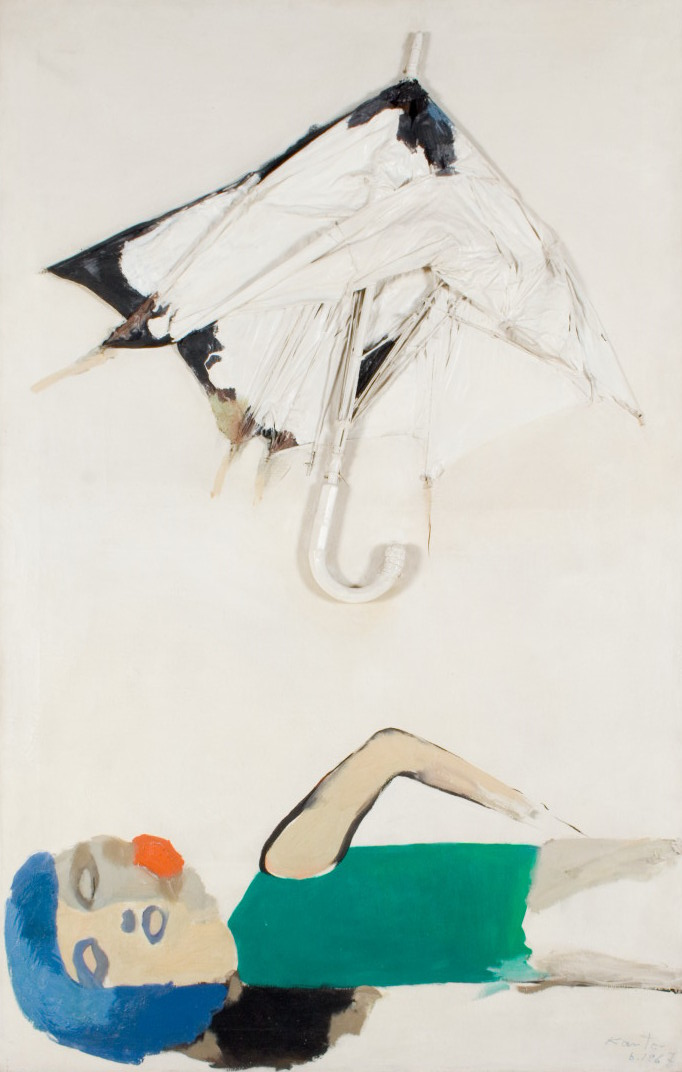
Tadeusz Kantor Ombrello e donna
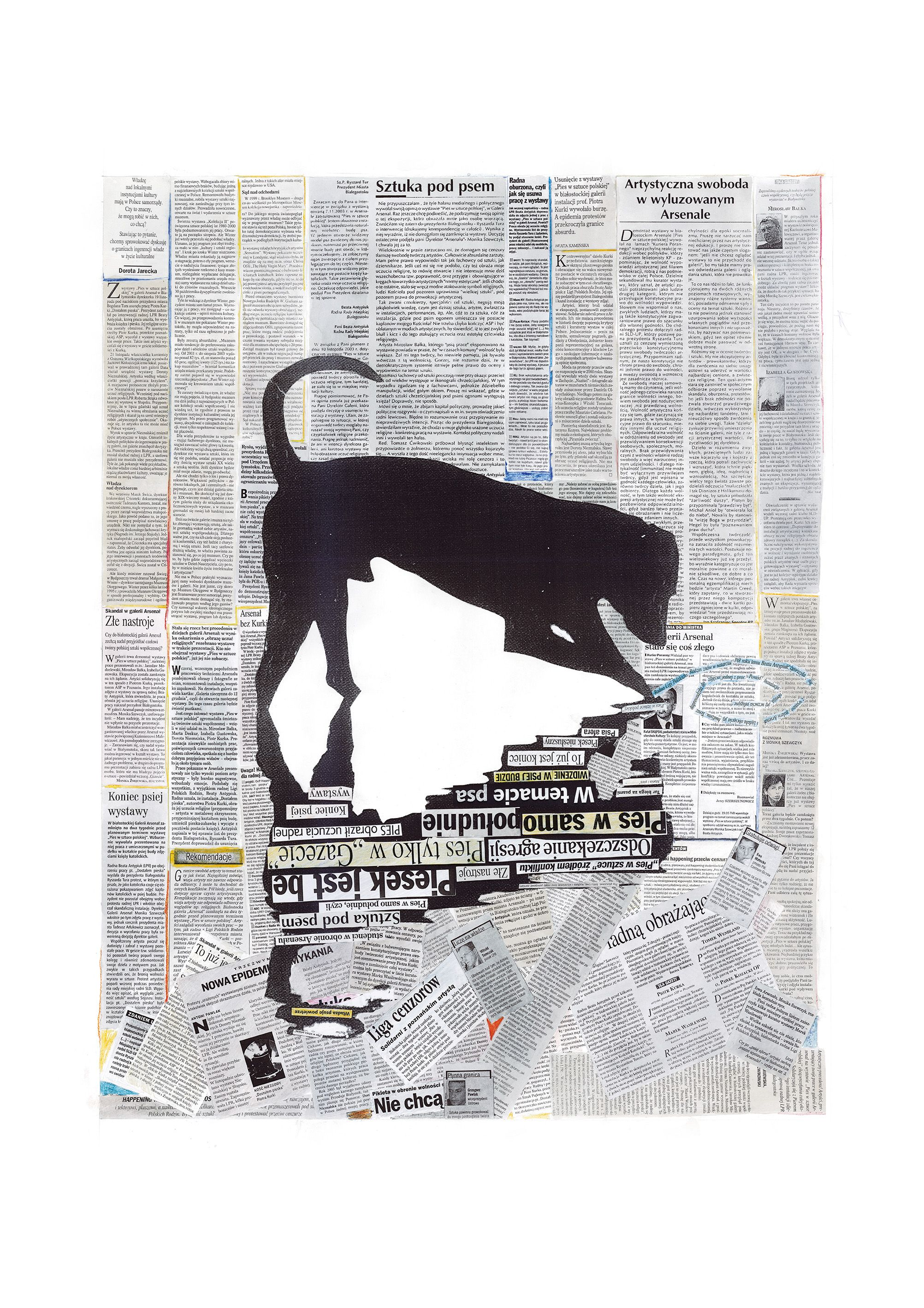
Goshka Macuga il cane (torte)
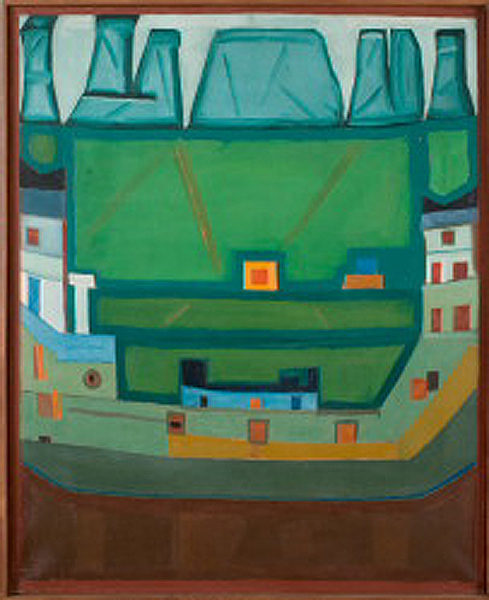
Jerzy Nowosielski Città ai piedi delle montagne (Paesaggio)
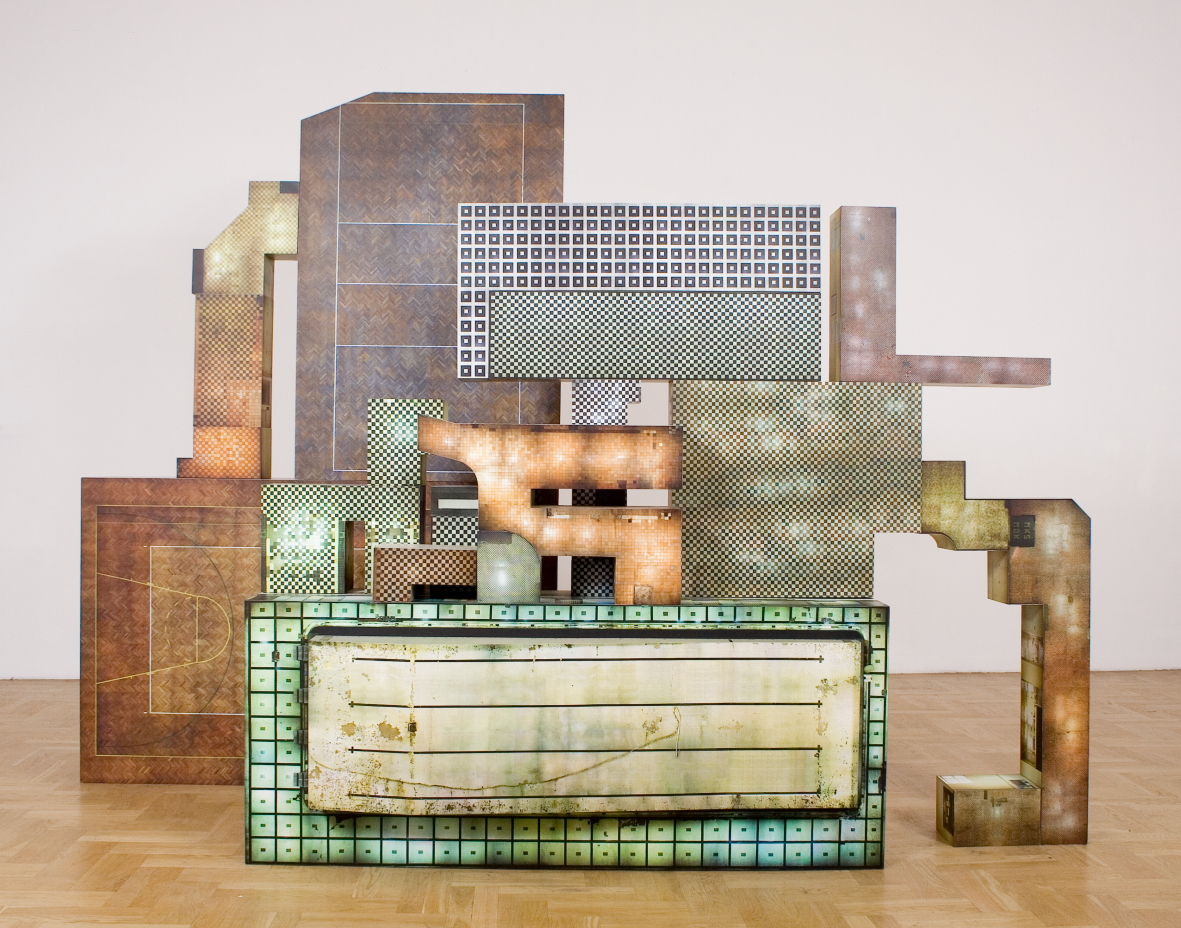
Aneta Grzeszykowska YMCA

## Biblioteca
La biblioteca Zachęta comprende:

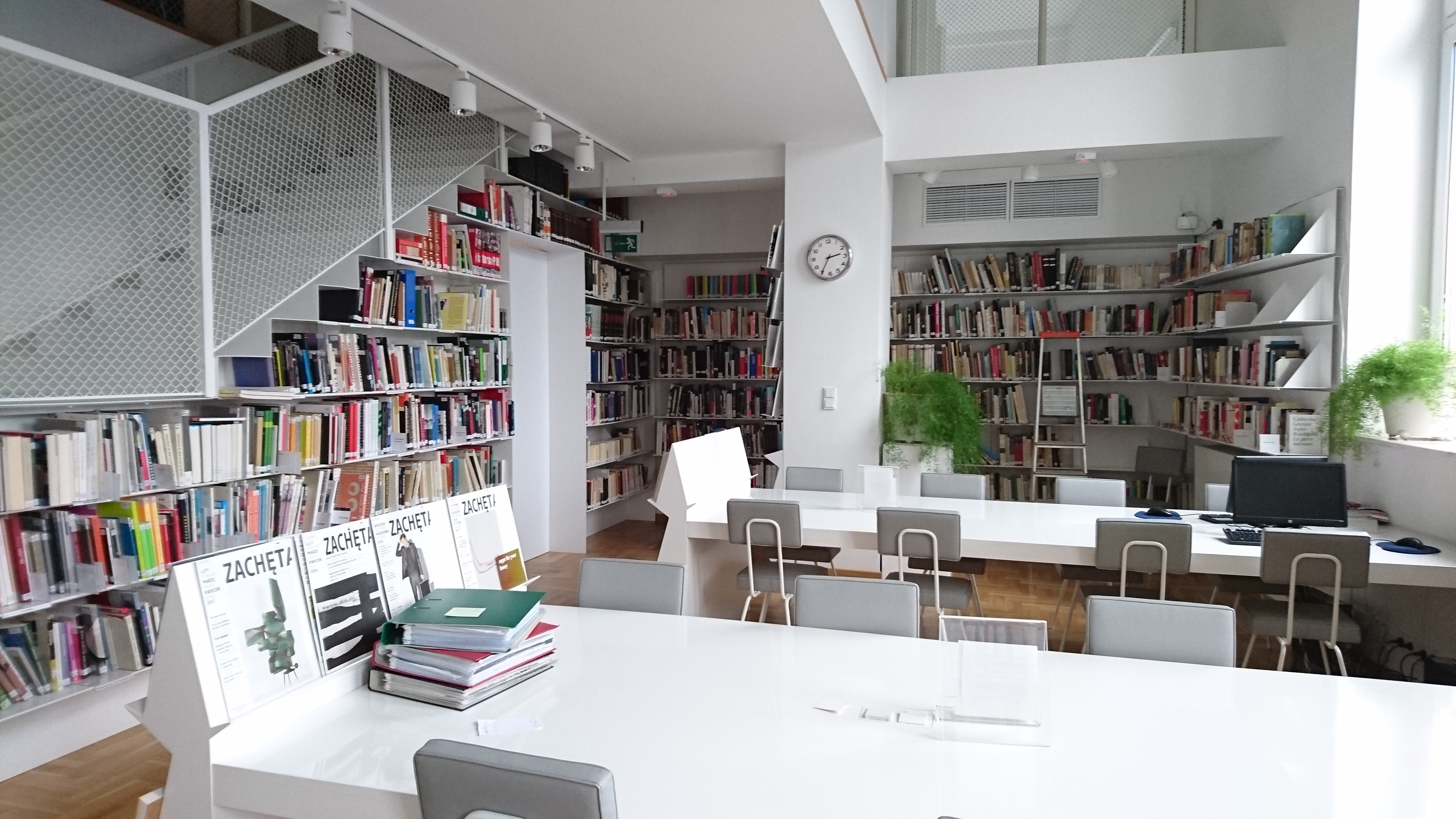
Biblioteca Zachęta

- Cataloghi di artisti polacchi che lavorano in Polonia e all'estero, di artisti stranieri che lavorano in Polonia, nonché cataloghi di determinati cicli di mostre.
- Libri sull'arte contemporanea e argomenti correlati.
- Riviste: riviste polacche e straniere sull'arte in generale.

Il Dipartimento di Documentazione archivia la vita e le opere degli artisti polacchi a partire dal 1945. Oltre alle note biografiche, sono presenti un elenco delle mostre a cui hanno partecipato i rispettivi artisti, nonché ritagli di giornale e cataloghi delle mostre. L'archivio è accessibile e fruibile solo in loco.
La libreria della galleria si trova al piano terra dell'edificio e offre cataloghi, libri e riviste di artisti polacchi e stranieri, nonché cataloghi di mostre che hanno avuto luogo sia alla Zachęta che alla Kordegarda.
La galleria gestisce anche un Dipartimento di Pedagogia separato, che si occupa dell'organizzazione di conferenze, incontri e dibattiti con artisti e storici dell'arte, concerti, visite guidate e programmi educativi.

## Progetto Kordegarda

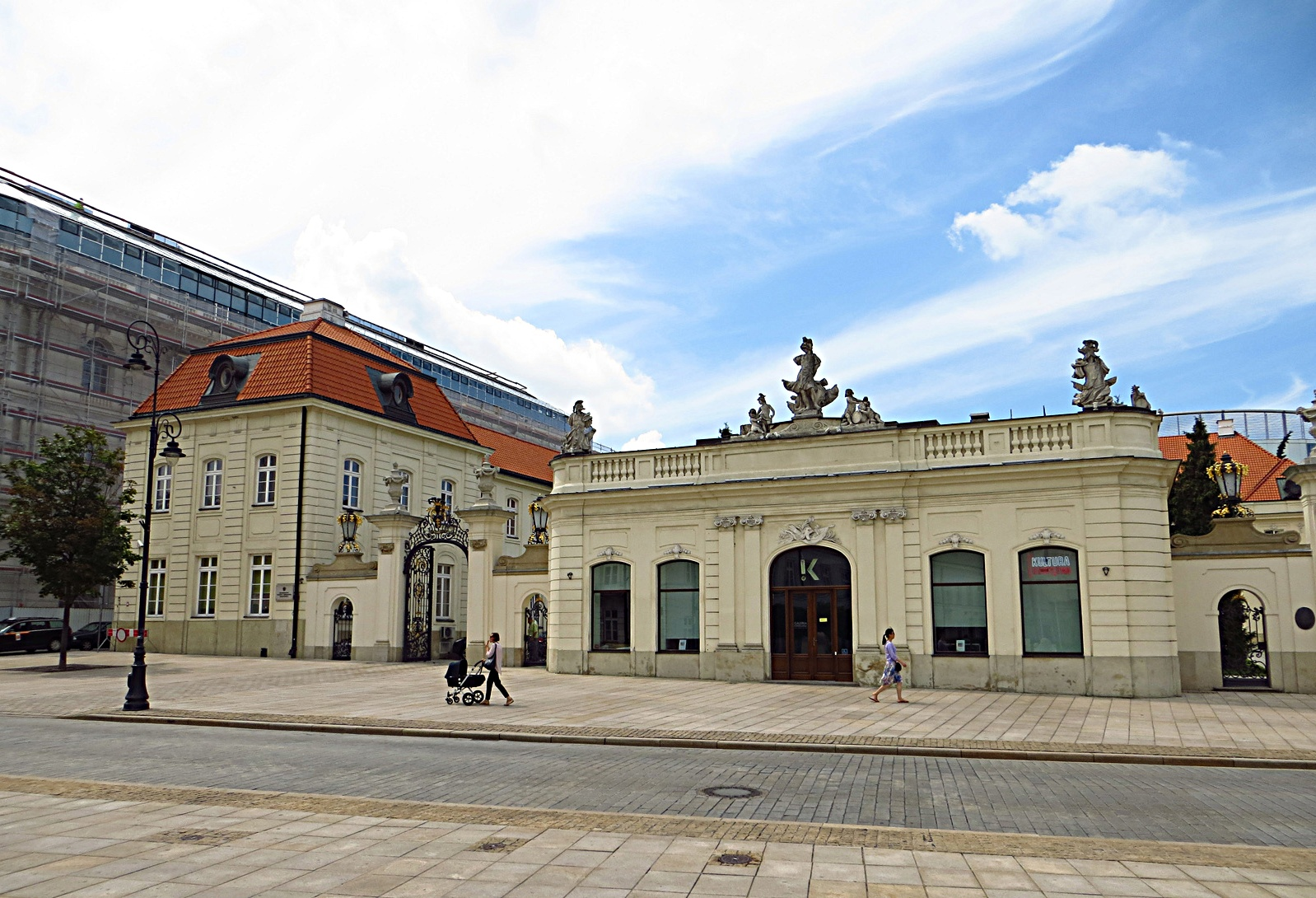
Galleria Kordegarda

La Galleria Kordegarda (letteralmente: corpo di guardia) fu fondata nel 1956 come filiale della Zachęta e si trova nel corso Krakowskie Przedmieście a Varsavia. Si trattava di uno spazio espositivo aggiuntivo, diretto e organizzato da Zachęta, ma in una certa misura indipendente per quanto riguarda il suo programma espositivo.
Nel 2010, la Galleria Kordegarda si è trasferita in via Gałczynskiego, appena fuori dalla storica Ulica Nowy Świat. Pur continuando a essere diretta dalla Zachęta, la Galleria Kordegarda divenne più indipendente, dedicando la sua attenzione ai giovani artisti, sia polacchi che stranieri. L'idea principale è quella di presentare gli artisti nel contesto delle strutture urbane e di sottolineare la collaborazione tra artista e galleria. In effetti, la sala espositiva è importante tanto quanto l'arte in essa contenuta, motivo per cui a ogni artista viene chiesto di lavorare individualmente con la sala espositiva e di progettare l'opera d'arte, appositamente per lo spazio in questione.

## Controversie
Nel dicembre 2000, il politico polacco di destra Witold Tomczak danneggiò la scultura di Maurizio Cattelan, La Nona Ora, e provocò il licenziamento del direttore, Anda Rottenberg. In una lettera indirizzata al primo ministro, Tomczak denunciò Rottenberg, suggerendo di fare il curatore "in Israele piuttosto che in Polonia", e poi chiese il licenziamento del "funzionario pubblico di origine ebraica". Ha anche proposto un'azione penale per violazione dei sentimenti religiosi.